# Episodi di Pete and Gladys (prima stagione)
La prima stagione della serie televisiva Pete and Gladys è andata in onda negli Stati Uniti dal 19 settembre 1960 al 19 giugno 1961 sulla CBS.
| nº | Titolo originale            | Prima TV USA      |
| -- | --------------------------- | ----------------- |
| 1  | For Pete's Sake             | 19 settembre 1960 |
| 2  | Crime of Passion            | 26 settembre 1960 |
| 3  | The Bavarian Wedding Chest  | 3 ottobre 1960    |
| 4  | The Handyman                | 10 ottobre 1960   |
| 5  | Movie Bug                   | 17 ottobre 1960   |
| 6  | Oo-La-La                    | 24 ottobre 1960   |
| 7  | The Goat Story              | 31 ottobre 1960   |
| 8  | Pete's Changing Personality | 7 novembre 1960   |
| 9  | Camping Out                 | 14 novembre 1960  |
| 10 | Bowling Brawl               | 21 novembre 1960  |
| 11 | Pete Takes Up Golf          | 28 novembre 1960  |
| 12 | Gladys and the Piggy Bank   | 5 dicembre 1960   |
| 13 | No Man Is Japan             | 12 dicembre 1960  |
| 14 | Misplaced Weekend           | 19 dicembre 1960  |
| 15 | Gladys Rents the House      | 2 gennaio 1961    |
| 16 | Gladys' Political Campaign  | 9 gennaio 1961    |
| 17 | Cousin Violet               | 16 gennaio 1961   |
| 18 | The House Next Door         | 23 gennaio 1961   |
| 19 | The Insurance Faker         | 30 gennaio 1961   |
| 20 | The Great Stone Face        | 6 febbraio 1961   |
| 21 | The Six Musketeers          | 20 febbraio 1961  |
| 22 | Panhandler                  | 27 febbraio 1961  |
| 23 | Gladys Opens Pete's Mail    | 6 marzo 1961      |
| 24 | The Garage Story            | 13 marzo 1961     |
| 25 | The Orchid Story            | 20 marzo 1961     |
| 26 | Secretary for a Day         | 27 marzo 1961     |
| 27 | The Fur Coat Story          | 3 aprile 1961     |
| 28 | Peaceful in the Country     | 10 aprile 1961    |
| 29 | Junior                      | 17 aprile 1961    |
| 30 | Gladys Cooks Pete's Goose   | 24 aprile 1961    |
| 31 | A Study in Gray             | 1º maggio 1961    |
| 32 | Pop's Girlfriend            | 8 maggio 1961     |
| 33 | Ring-a-Ding-Ding            | 15 maggio 1961    |
| 34 | Mannequin Story             | 22 maggio 1961    |
| 35 | The Projectionist           | 29 maggio 1961    |
| 36 | Gladys Goes to College      | 19 giugno 1961    |

## For Pete's Sake
- Prima televisiva: 19 settembre 1960

### Trama
- Guest star: Barbara Morrison (Tax Collector), Bill Hager (Phil Martin), Elvia Allman (Beautician), Delphine Seyrig (Michele Martin)

## Crime of Passion
- Prima televisiva: 26 settembre 1960

### Trama
- Guest star: Delphine Seyrig (Michele Martin), Cesar Romero (Ricky Valenti), Gale Gordon (zio Paul Porter), Peter Helm (Delivery Boy), Ted Knight (vicino), Peggy Knudsen (Mrs. Valenti), Peter Leeds (George Colton), Shirley Mitchell (Janet Colton), Barbara Stuart (Alice)

## The Bavarian Wedding Chest
- Prima televisiva: 3 ottobre 1960

### Trama
- Guest star: Buddy Lewis (Mover), Bill Hager (Phil Martin), James Flavin (poliziotto), Delphine Seyrig (Michele Martin)

## The Handyman
- Prima televisiva: 10 ottobre 1960

### Trama
- Guest star: Peter Leeds (George Colton), Cheerio Meredith (Red Cross Woman), Shirley Mitchell (Janet Colton)

## Movie Bug
- Prima televisiva: 17 ottobre 1960

### Trama
- Guest star: Ken Lowry (Menlo), Alean 'Bambi' Hamilton (Susy), Jack Albertson (Coles), Willis Bouchey (Springer), Joey Faye (Assistant Director), Netta Packer (Marie)

## Oo-La-La
- Prima televisiva: 24 ottobre 1960

### Trama
- Guest star: Karl Lucas (Rocky), Hazel Shermet (Pamela), Joyce Vanderveen (Collette)

## The Goat Story
- Prima televisiva: 31 ottobre 1960

### Trama
- Guest star: Henry Norell (Torrence), Shirley Mitchell (Janet Colton), Gale Gordon (zio Paul Porter), Ron Howard (Tommy), Peter Leeds (George Colton), Barbara Stuart (Alice)

## Pete's Changing Personality
- Prima televisiva: 7 novembre 1960

### Trama
- Guest star: Donald Losby (strillone), Jan Brooks (ragazza), Whitney Blake (Agatha Henderson), Willis Bouchey (Springer), Rolfe Sedan (cameriere)

## Camping Out
- Prima televisiva: 14 novembre 1960

### Trama
- Guest star: Alvy Moore (Howie), Mickey Simpson (Mountain Man), Barbara Stuart (Alice)

## Bowling Brawl
- Prima televisiva: 21 novembre 1960

### Trama
- Guest star: Barbara Stuart (Alice), Shirley Mitchell (Janet Colton), Gale Gordon (zio Paul Porter), Peter Leeds (George Colton), Wilson Wood (cameriere)

## Pete Takes Up Golf
- Prima televisiva: 28 novembre 1960

### Trama
- Guest star: Willis Bouchey (Springer), Howard Caine (Burke), Milton Frome (Johnson)

## Gladys and the Piggy Bank
- Prima televisiva: 5 dicembre 1960

### Trama
- Guest star: Muriel Landers (Claire), Peter Leeds (George Colton), Shirley Melline, Gaines Kincaid, Harriett Argenbright, Verna Felton, Shirley Mitchell (Janet Colton)

## No Man Is Japan
- Prima televisiva: 12 dicembre 1960

### Trama
- Guest star: Beulah Quo (Mrs. Suki), Judy Dan (Fumiko), Philip Ahn (Mr. Suki), Barbara Stuart (Alice)

## Misplaced Weekend
- Prima televisiva: 19 dicembre 1960

### Trama
- Guest star: Donald Foster (Stevens), Ann Lee (Mrs. Springer), David Lewis (Springer)

## Gladys Rents the House
- Prima televisiva: 2 gennaio 1961

### Trama
- Guest star: Hazel Shermet (Pam), Jane Dulo (Dora), Stanley Adams (Wally), Morey Amsterdam (Fred), Willis Bouchey (Springer), Sid Tomack (Manny)

## Gladys' Political Campaign
- Prima televisiva: 9 gennaio 1961

### Trama
- Guest star: Shirley Mitchell (Janet Colton), Nancy Kulp (Miss Hotchkiss), Joyce Compton (Mrs. Wilson), James Flavin (ufficiale), Doris Packer (Mrs. McGillicuddy)

## Cousin Violet
- Prima televisiva: 16 gennaio 1961

### Trama
- Guest star: Tommy Farrell (Steve), Muriel Landers (Violet), Alvy Moore (Howie)

## The House Next Door
- Prima televisiva: 23 gennaio 1961

### Trama
- Guest star: William Newell (Mr. Higgins), Christine Nelson (Edith Halsey), John Close (Office Hannity), Charles Lane (Mr. Vincent), Alvy Moore (Howie), Irene Tedrow (Mrs. Vincent)

## The Insurance Faker
- Prima televisiva: 30 gennaio 1961

### Trama
- Guest star: Alvy Moore (Howie), Don Kelly (Big Tony), George Barrows (Swifty), Barry Bernard (Hewett), Myrna Dell (Mrs. Wingfield), Barbara Stuart (Alice)

## The Great Stone Face
- Prima televisiva: 6 febbraio 1961

### Trama
- Guest star: Alvy Moore (Howie), Ann Lee (Mrs. Fleming), Fred Essler (Otto Inglehoffer), Barbara Stuart (Alice)

## The Six Musketeers
- Prima televisiva: 20 febbraio 1961

### Trama
- Guest star: Peter Leeds, Shirley Mitchell (Janet Colton), Alvy Moore (Howie), Barbara Stuart (Alice)

## Panhandler
- Prima televisiva: 27 febbraio 1961

### Trama
- Guest star: Joseph Mell (Charlie), Herbert Ellis (Cabbie), Jack Albertson (Mr. Murphy), Lillian Bronson (Mrs. Carstairs), Addison Richards (Mr. Carstairs)

## Gladys Opens Pete's Mail
- Prima televisiva: 6 marzo 1961

### Trama
- Guest star: Roy Rowan (Tom Wilson), Allan Ray (postino), Alvy Moore (Howie), Barbara Stuart (Alice)

## The Garage Story
- Prima televisiva: 13 marzo 1961

### Trama
- Guest star: Jack Albertson (Simpson), Ernest Truex (Pop)

## The Orchid Story
- Prima televisiva: 20 marzo 1961

### Trama
- Guest star: Sid Kane (Delivery man), Alvy Moore (Howie), Ernest Truex (Pop)

## Secretary for a Day
- Prima televisiva: 27 marzo 1961

### Trama
- Guest star: Ernest Truex (Pop), Barry Kelley (Mr. Slocum), Barry Bernard (Springer), Willard Waterman (Higgins)

## The Fur Coat Story
- Prima televisiva: 3 aprile 1961

### Trama
- Guest star: Peter Leeds (George Colton), John Hart (Mervin), John Fiedler (Charley Brown), Bernice McLaughlin (Helen Brown)

## Peaceful in the Country
- Prima televisiva: 10 aprile 1961

### Trama
- Guest star: Dick Crockett (Lew), Willard Waterman (Higgins)

## Junior
- Prima televisiva: 17 aprile 1961

### Trama
- Guest star: Frank Jenks (sergente Cary), Allen Jenkins (Kraus), Don Ames (Market Checker), Lillian Culver (Mrs. J.), Jonathan Hole (ispettore Perkins), Alvy Moore (Howie)

## Gladys Cooks Pete's Goose
- Prima televisiva: 24 aprile 1961

### Trama
- Guest star: Peter Brocco (Mr. Sohan), Tom Brown (Raymond)

## A Study in Gray
- Prima televisiva: 1º maggio 1961

### Trama
- Guest star: Barry Kelley (Mr. Slocum), Ernest Truex (Pop), Lurene Tuttle (Mrs. Slocum)

## Pop's Girlfriend
- Prima televisiva: 8 maggio 1961

### Trama
- Guest star: Olan Soule (Oldfield), Victor Masi (messaggero), Harry Cheshire (John), Fifi D'Orsay (Charmaine), Helene Heigh (Martha), Ernest Truex (Pop)

## Ring-a-Ding-Ding
- Prima televisiva: 15 maggio 1961

### Trama
- Guest star: Barry Kelley (Mr. Slocum), Arthur Gould-Porter (Butler), Richard Deacon (Foster), Mollie Glessing (Winnie), Lurene Tuttle (Mrs. Slocum)

## Mannequin Story
- Prima televisiva: 22 maggio 1961

### Trama
- Guest star: Alan Hewitt (Fenton), Sandra Gould (madre), Donna Douglas (Model), Michael Flatley (ragazzo), Ernest Truex (Pop)

## The Projectionist
- Prima televisiva: 29 maggio 1961

### Trama
- Guest star: Patrick Rossen (giovanotto), Muriel Landers (Violet), Ken Drake (Gary Milhouse), Sterling Holloway (Lester Smith), Rolfe Sedan (Engstrom)

## Gladys Goes to College
- Prima televisiva: 19 giugno 1961

### Trama
- Guest star: Rodolfo Hoyos Jr. (Diego), William Tannen, Jose Gonzales-Gonzales, Manuel Lopez, Tina Menard, Alvy Moore (Howie), Nan Leslie (Josie), Eleanor Audley (Mrs. Brenner), Nacho Galindo, Frank Wilcox (Mr. Brenner)